# Ectopatria spilomata
Ectopatria spilomata là một loài bướm đêm trong họ Noctuidae.